# Lijst van afleveringen van Battlestar Galactica (1978) en Galactica 1980
Dit is een lijst van afleveringen van de serie Battlestar Galactica uit 1978-'79 en de serie Galactica 1980 uit 1980, die een vervolg is op de serie uit 1978. Onder andere NBC noemt Galactica 1980 simpelweg het tweede seizoen van Battlestar Galactica.

## Afleveringen
| Aflevering                           | Nr.                  | 1e uitzending                      | Korte beschrijving |
| Battlestar Galactica                 | Battlestar Galactica | Battlestar Galactica               | Battlestar Galactica |
| ------------------------------------ | -------------------- | ---------------------------------- | --- |
| Saga of a Star World                 | 1 2 3                | 17 september 1978                  | Het voorgenomen vredesverdrag tussen de mensen en de Cylons blijkt een hinderlaag te zijn; de Cylons plegen verraad en vernietigen de mensenwerelden en vrijwel de hele vloot. Alleen de Battlestar Galactica kan met wat burgerschepen aan de vernietiging ontsnappen. Men besluit op zoek te gaan naar de verloren 13e kolonie: Aarde.                                                                |
| Lost Planet of the Gods, Part I      | 4                    | 24 september 1978                  | Omdat vele Viper-piloten aan een onbekende ziekte lijden, wordt besloten een aantal vrouwen tot gevechtspiloot op te leiden. Onder hen bevindt zich ook Apollo's vrouw Serina. Commandant Adama leidt de vloot naar de mythische thuisplaneet van de mensheid, Kobol. |
| Lost Planet of the Gods, Part II     | 5                    | 1 oktober 1978                     | Voordat Adama op Kobol de tekens kan ontcijferen die de locatie van de Aarde onthullen, wordt Kobol aangevallen door een Cylonvloot. Serina komt hierbij om. |
| The Lost Warrior                     | 6                    | 8 oktober 1978                     | Apollo maakt een noodlanding op een afgelegen planeet, waar hij bevriend raakt met een weduwe en haar zoontje. Hier wordt hij geconfronteerd met Red Eye, een beschadigde Cylon Centurion. |
| The Long Patrol                      | 7                    | 15 oktober 1978                    | Starbuck raakt zijn experimentele Viper kwijt aan een smokkelaar. |
| Gun on Ice Planet Zero, Part I       | 8                    | 22 oktober 1978                    | De Galactica en haar vloot moeten door een nauwe ruimtedoorgang, bewaakt door een Cylon pulsarkanon. Een gemixt team van militairen en veroordeelde criminelen wordt op een sabotagemissie gestuurd. |
| Gun on Ice Planet Zero, Part II      | 9                    | 29 oktober 1978                    | Apollo, Starbuck en Boomer leiden het team naar de Cylonbasis. Hier ontmoeten ze ook de uitvinder van het wapen en het door hem gecreëerde kloon-volk. |
| The Magnificent Warriors             | 10                   | 12 november 1978                   | Nadat een groot deel van de voedselvoorraad door de Cylons werd vernietigd, moet Adama bij een oude vriendin voorraden zien los te krijgen. |
| The Young Lords                      | 11                   | 19 november 1978                   | Starbuck stort neer op de planeet Atilla, waar hij een stel kinderen helpt in hun strijd tegen de Cylons, die hun vader gevangen houden. |
| The Living Legend, Part I            | 12                   | 26 november 1978                   | De Battlestar Galactica komt in contact met de verloren gewaande Battlestar Pegasus van oorlogsheld commandant Cain. |
| The Living Legend, Part II           | 13                   | 3 december 1978                    | De twee Battlestars binden het gevecht aan met twee Cylon moederschepen, waarbij de Pegasus verloren gaat. |
| Fire in Space                        | 14                   | 17 december 1978                   | De commandobrug van de Battlestar Galactica wordt zwaar beschadigd door een zelfmoordaanval van de Cylons. Terwijl commandant Adama zwaargewond is, moeten de overlevenden het schip zien te redden. |
| War of the Gods, Part I              | 15                   | 14 januari 1979                    | Viper verkenningsteams verdwijnen en vreemde lichtgevende objecten omcirkelen de Galactica. Op een mysterieuze, roodgekleurde planeet hoopt men antwoorden te vinden. Ze ontdekken hier graaf Iblis, de enige overlevende van een catastrofale ramp. |
| War of the Gods, Part II             | 16                   | 21 januari 1979                    | Met zijn vreemde krachten neemt Iblis de macht over van commandant Adama. |
| The Man With Nine Lives              | 17                   | 28 januari 1979                    | De oude oplichter Chameleon overtuigt Starbuck ervan dat hij diens vader is, zodat deze hem beschermt tegen een stel wraakzuchtige Borellianen. Uiteindelijk blijkt Chameleon toch Starbucks vader te zijn, maar Cassiopea is naast Chameleon de enige die het weet en ze belooft te zwijgen tegen Starbuck.                                                                                            |
| Murder on the Rising Star            | 18                   | 18 februari 1979                   | Starbuck wordt beschuldigd van moord. Uiteindelijk komt men uit bij Karibdis, een verrader die samen met graaf Baltar en de Cylons samenspande tegen de mensheid. |
| Greetings from Earth                 | 19 20                | 25 februari 1979                   | De Galactica pikt een slaapschip op, dat in de ruimte zweeft. Het schip is afkomstig van de planeet Paradeen, waar een oorlog woedt. |
| Baltar's Escape                      | 21                   | 11 maart 1979                      | Baltar ontsnapt uit het gevangenisschip door een shuttle met daarin Boomer en Sheba te kapen. |
| Experiment in Terra                  | 22                   | 18 maart 1979                      | De vreemde lichtobjecten keren weer terug naar de Galactica: ze teleporteren Apollo naar de planeet Terra, waar de president een vreselijk plan heeft uitgedacht. |
| Take the Celestra                    | 23                   | 1 april 1979                       | Starbuck ontmoet zijn lang geleden verloren geliefde Aurora weer, die zich heeft aangesloten bij een groep muiters aan boord van de Celestra. |
| The Hand of God                      | 24                   | 29 april 1979                      | Er wordt een radiosignaal ontvangen, dat weleens van de Aarde af kon stammen. Adama besluit de achtervolgende Cylons aan te vallen. |
| Galactica 1980                       |                      |                                    | |
| Galactica Discovers Earth, Part I    | 25                   | 27 januari 1980                    | Na 30 jaar zoeken vinden de Galactica en haar vloot de Aarde. Al snel blijkt dat de Aardbewoners op technologisch vlak niet ver genoeg zijn ontwikkeld om mee de strijd aan te gaan tegen de Cylons. Kapitein Troy, de geadopteerde zoon van de inmiddels gestorven kapitein Apollo die vroeger Boxey heette, en luitenant Dillon zullen een journaliste vanop Aarde ontmoeten, Jamie Hamilton.         |
| Galactica Discovers Earth, Part II   | 26                   | 3 februari 1980                    | Commandant Xaviar steelt een experimentele Viper, die door de tijd kan reizen, en gaat terug in de tijd naar de jaren '40, waar hij de Aardse technologische vooruitgang wilt versnellen door hun technologie aan de nazi's te geven. |
| Galactica Discovers Earth, Part III  | 27                   | 10 februari 1980                   | Jamie, Troy en Dillon reizen net als Xaviar terug in de tijd, waar ze voorkomen dat de nazi's hun V2-raket eerder ontwikkelen dan gepland. Xaviar ontsnapt, waarop de anderen terugkeren naar 1980. Hier worden de drie experimentele Vipers gespot door het Amerikaans leger. |
| The Super Scouts, Part I             | 28                   | 16 maart 1980                      | De vloot wordt aangevallen door Cylons, die het schoolschip vernietigen. Troy, Dillon en een shuttle vol schoolkinderen van de Galactica maken een noodlanding op Aarde. |
| The Super Scouts, Part II            | 29                   | 23 maart 1980                      | De schoolkinderen, die zich de Super Scouts noemen, proberen zich thuis te voelen op Aarde, waar ze de samenzwering achter de illegale dumping van giftig afval ontdekken. |
| Spaceball                            | 30                   | 30 maart 1980                      | De Super Scouts gebruiken hun bovenmenselijke krachten als "ringers" in een honkbalmatch terwijl Xaviar hun ontvoering beraamt. |
| The Night the Cylons Landed, Part I  | 31                   | 13 april 1980                      | Een nieuwe, geavanceerde Cylon Raider wordt neergeschoten boven de Aarde. Twee van de vijf inzittenden overleven de crash, een Centurion en een nieuw soort menselijke Cylon. Dit alles gebeurt op Halloween. |
| The Night the Cylons Landed, Part II | 32                   | 20 april 1980                      | Troy en Dillon slagen erin de twee Cylons te vermoorden voordat deze laatsten hun leider kunnen waarschuwen. |
| Space Croppers                       | 33                   | 27 april 1980                      | De Super Scouts helpen een landbouwer die in financiële problemen verkeerd. |
| The Return of Starbuck               | 34                   | 4 mei 1980                         | In de vorm van een reeks flashbacks wordt het verhaal van luitenant Starbuck, die een noodlanding maakte op een planeet met een Cylon Centurion, vertelt. Starbuck denkt dat de Centurion het enige andere wezen op de planeet is, totdat hij een vrouw ontdekt die aan het bevallen is. |
| The Day They Kidnapped Cleopatra     | 35                   | Deels opgenomen, nooit uitgezonden | Xaviar komt terecht in het oude Egypte, waar hij zich voordoet als een god tegenover Cleopatra om haar zijn technologie te kunnen tonen. Deze laatste vertrouwt Xaviar niet en vergiftigt daarom zijn drankje. Xaviar moet met de hulp van Troy, Dillon en Jamie proberen te overleven, maar per ongeluk wordt Cleopatra naar 1980 gehaald waardoor heel de tijdlijn verstoord raakt.                   |
| Wheel of Fire                        | 36                   | Nooit opgenomen                    | Een Viper verkenningsteam geleidt door Troy en Dillon achtervolgen Xaviar doorheen de ruimte. Plotseling vallen drie Cylonschepen hen aan. Tijdens het gevecht wordt er een Viper vernietigd en die van Dillon wordt zwaar beschadigd. Het hele team, op Troy na, trekt zich terug richting de Galactica.                                                                                               |
| Earthquake                           | 37                   | Nooit opgenomen                    | Troy en Dillon rijden naar het boerendorpje Lemoncreek in Californië om mysterieuze aardbevingen te onderzoeken. Ze zien een heleboel militaire voertuigen, en worden niet toegelaten op het domein. |
| A Flight For Life                    | 38                   | Nooit opgenomen                    | Scanners van de Galactica ontdekken enkele schepen van de Cylons die op zoek zijn naar de Aarde. Er worden Vipers gelanceerd om de schepen te vernietigen. Dit gebeurt ook, en één schip wordt meegenomen naar de Galactica. Later ontdekt Boomer dat er toch een schip de Aarde wist te bereiken. |
| The Money Machine                    | 39                   | Nooit opgenomen                    | Troy en Dillon bevinden zich op de zolder van een weeshuis. Ze hebben een materie-kopieerder bij zich, die ze per ongeluk vergeten. Enkele weeskinderen vinden het machientje en beginnen geld te kopiëren. De machine belandt later in de handen van enkele mensen met minder goede bedoelingen. Troy en Dillon moeten voorkomen dat het bestaan van de Galactica en hun technologie uitlekt op Aarde. |
| The Battle of Troy                   | 40                   | Nooit opgenomen                    | Troy en Dillon gaan terug in de tijd, naar het oude Griekenland, om Xaviar te stoppen. Hij wilde de strijd om Troje namelijk beïnvloeden en de Trojanen laten winnen. Troy en Dillon slagen erin het paard van Troje te krijgen waar het naartoe moet. |

## Films
Een aantal afleveringen werden samengevoegd tot in totaal veertien films. Hierbij werden beide series gemengd, zoals bijvoorbeeld bij Experiment in Terra. Hier werd een aflevering van Battlestar Galactica (Experiment in Terra) en een aflevering van Galactica 1980 (The Return of Starbuck) samengevoegd. 
| Titel                               | Nr. | Samengevoegde afleveringen                                                            |
| ----------------------------------- | --- | ------------------------------------------------------------------------------------- |
| Battlestar Galactica                | 1   | Saga of a Star World Part I, II & III                                                 |
| Mission Galactica: The Cylon Attack | 2   | The Living Legend en Fire in Space                                                    |
| Lost Planet of the Gods             | 3   | Lost Planet of the Gods Part I & II                                                   |
| Gun on Ice Planet Zero              | 4   | Gun on Ice Planet Zero Part I & II                                                    |
| The Phantom in Space                | 5   | The Hand of God en The Lost Warrior                                                   |
| Space Prison                        | 6   | The Man with Nine Lives en Baltar's Escape                                            |
| Space Casanova                      | 7   | Take the Celestra en The Long Patrol                                                  |
| Curse of the Cylons                 | 8   | Fire in Space en The Magnificent Warriors                                             |
| The Living Legend                   | 9   | The Living Legend Part I & II                                                         |
| War of the Gods                     | 10  | War of the Gods Part I & II                                                           |
| Greetings from Earth                | 11  | Greetings from Earth                                                                  |
| Murder in Space                     | 12  | Murder on the Rising Star en The Young Lords                                          |
| Experiment in Terra                 | 13  | Experiment in Terra en The Return of Starbuck                                         |
| Conquest of the Earth               | 14  | Galactica Discovers Earth Part I, II & III en The Night the Cylons Landed Part I & II |